# معدن زغال‌سنگ ماجا
معدن زغال‌سنگ ماجا (انگلیسی: 1 Maja Coal Mine)نام یک معدن بزرگ است که در جنوب لهستان در استان سیلسیان، در فاصله ۲۶۰ کیلومتری جنوب-غرب پایتخت لهستان یعنی ورشو قرار گرفته است. ساخت این ساختمان معدن در سال ۱۹۶۹ میلادی تکمیل شده است. این معدن در روز ۱ می همان سال به مناسبت روز جهانی کارگر مورد بهره‌برداری قرار گرفته است. این معدن زغال سنگ در سال ۲۰۰۱ میلادی به خاطر آلودگی‌های زیست‌محیطی تعطیل شد. حداقل از این معدن حدود ۲٫۶ میلیون تن زغال استخراج گردیده است.